# لله‌لو (اردبیل)
لله‌لو روستایی است که در استان اردبیل، شهرستان اردبیل، بخش مرکزی، دهستان ارشق شرقی قرار دارد.

## جمعیّت
بر اساس سرشماری سال ۱۳۸۵ جمعیّت این روستا ۲۵۵ نفر با ۴۹ خانوار بوده‌است.